# 1re étape du Tour de France 2019
Pour un article plus général, voir Tour de France 2019.
La 1re étape du Tour de France 2019 se déroule le samedi 6 juillet 2019 à Bruxelles, sur une distance de 194,5 kilomètres.

## Parcours
Le Grand départ de ce Tour 2019 est donné de la capitale belge, Bruxelles, en hommage à Eddy Merckx, cinquante ans après la première de ses cinq victoires sur la grande boucle. Après un départ fictif sur la Grand-Place et un départ réel à Molenbeek-Saint-Jean (banlieue ouest), les coureurs quittent la Région bruxelloise par Anderlecht. L'étape comporte deux montées répertoriées : le mur de Grammont (3e catégorie) et le Bosberg (4e catégorie). Après un secteur pavé à Thiméon (au nord de Charleroi) et un sprint intermédiaire aux Bons Villers, les coureurs reviennent vers Bruxelles en passant au pied du Lion de Waterloo : entrée dans la Région bruxelloise par Woluwé-Saint-Pierre (banlieue est) où Eddy Merckx a grandi, et arrivée au Palais royal de Laeken où l'on connaîtra la premier maillot jaune de ce Tour.

## Déroulement de la course
Sur une échappée à quatre (avec Natnael Berhane et Mads Würtz) puis à deux, Greg Van Avermaet passe en tête le mur de Grammont, suivi par Xandro Meurisse. Ce dernier s'adjuge le Bosberg, égalant Van Avermaet aux points de meilleur grimpeur, mais c'est ce dernier qui endossera le maillot à pois (et le gardera au moins deux jours, car dans le contre-la-montre par équipes il n'y a pas de montée répertoriée) car à égalité de points, c'est la côte la plus forte qui l'emporte.
Le peloton se scinde en plusieurs morceaux sur les pavés de Thiméon, puis le sprint intermédiaire des Bons Villers est remporté par Peter Sagan devant Sonny Colbrelli et Greg Van Avermaet.
Stéphane Rossetto tente encore une échappée en solo, mais il est repris par le peloton dans les rues de Bruxelles. Cela lui vaudra tout de même le prix de la combativité.
En raison d'une chute de Dylan Groenewegen, c'est son coéquipier Mike Teunissen qui remporte l'étape (devant Peter Sagan et Caleb Ewan), devenant ainsi à la fois le premier maillot jaune et le premier titulaire du maillot vert de ce tour; mais comme le maillot jaune est plus prestigieux, c'est son dauphin Peter Sagan, à égalité de points mais en deux sprints au lieu d'un, qui portera le maillot vert « par procuration » au cours de l'étape suivante.

## Résultats

### Classement de l'étape
| Classement de la 1re étape | Classement de la 1re étape | Classement de la 1re étape | Classement de la 1re étape | Classement de la 1re étape |
|                            | Coureur                    | Pays                       | Équipe                     | Temps                      |
| -------------------------- | -------------------------- | -------------------------- | -------------------------- | -------------------------- |
| 1er                        | Mike Teunissen             | Pays-Bas                   | Jumbo-Visma                | en 4 h 22 min 37 s         |
| 2e                         | Peter Sagan                | Slovaquie                  | Bora-Hansgrohe             | + 0 s                      |
| 3e                         | Caleb Ewan                 | Australie                  | Lotto-Soudal               | + 0 s                      |
| 4e                         | Giacomo Nizzolo            | Italie                     | Dimension Data             | + 0 s                      |
| 5e                         | Sonny Colbrelli            | Italie                     | Bahrain-Merida             | + 0 s                      |
| 6e                         | Michael Matthews           | Australie                  | Sunweb                     | + 0 s                      |
| 7e                         | Matteo Trentin             | Italie                     | Mitchelton-Scott           | + 0 s                      |
| 8e                         | Oliver Naesen              | Belgique                   | AG2R La Mondiale           | + 0 s                      |
| 9e                         | Elia Viviani               | Italie                     | Deceuninck-Quick Step      | + 0 s                      |
| 10e                        | Jasper Stuyven             | Belgique                   | Trek-Segafredo             | + 0 s                      |
| modifier                   |                            |                            |                            |                            |

### Points attribués
| Sprint intermédiaire Les Bons Villers (km 125) | Sprint intermédiaire Les Bons Villers (km 125) | Sprint intermédiaire Les Bons Villers (km 125) | Sprint intermédiaire Les Bons Villers (km 125) | Sprint intermédiaire Les Bons Villers (km 125) |
| ---------------------------------------------- | ---------------------------------------------- | ---------------------------------------------- | ---------------------------------------------- | ---------------------------------------------- |
|                                                | Coureur                                        | Pays                                           | Équipe                                         | Point(s)                                       |
| 1er                                            | Peter Sagan                                    | Slovaquie                                      | Bora-Hansgrohe                                 | 20                                             |
| 2e                                             | Sonny Colbrelli                                | Italie                                         | Bahrain-Merida                                 | 17                                             |
| 3e                                             | Greg Van Avermaet                              | Belgique                                       | CCC                                            | 15                                             |
| 4e                                             | Michael Matthews                               | Australie                                      | Sunweb                                         | 13                                             |
| 5e                                             | Matteo Trentin                                 | Italie                                         | Mitchelton-Scott                               | 11                                             |
| 6e                                             | Lukas Pöstlberger                              | Autriche                                       | Bora-Hansgrohe                                 | 10                                             |
| 7e                                             | Michal Kwiatkowski                             | Pologne                                        | Ineos                                          | 9                                              |
| 8e                                             | Michael Schär                                  | Suisse                                         | CCC                                            | 8                                              |
| 9e                                             | Tim Wellens                                    | Belgique                                       | Lotto-Soudal                                   | 7                                              |
| 10e                                            | Vincenzo Nibali                                | Italie                                         | Bahrain-Merida                                 | 6                                              |
| 11e                                            | Luke Durbridge                                 | Australie                                      | Mitchelton-Scott                               | 5                                              |
| 12e                                            | Imanol Erviti                                  | Espagne                                        | Movistar                                       | 4                                              |
| 13e                                            | Nélson Oliveira                                | Portugal                                       | Movistar                                       | 3                                              |
| 14e                                            | Dylan van Baarle                               | Pays-Bas                                       | Ineos                                          | 2                                              |
| 15e                                            | Adam Yates                                     | Royaume-Uni                                    | Mitchelton-Scott                               | 1                                              |
| modifier                                       |                                                |                                                |                                                |                                                |

| Arrivée d'étape Bruxelles (km 194,5) | Arrivée d'étape Bruxelles (km 194,5) | Arrivée d'étape Bruxelles (km 194,5) | Arrivée d'étape Bruxelles (km 194,5) | Arrivée d'étape Bruxelles (km 194,5) |
| ------------------------------------ | ------------------------------------ | ------------------------------------ | ------------------------------------ | ------------------------------------ |
|                                      | Coureur                              | Pays                                 | Équipe                               | Point(s)                             |
| 1er                                  | Mike Teunissen                       | Pays-Bas                             | Jumbo-Visma                          | 50                                   |
| 2e                                   | Peter Sagan                          | Slovaquie                            | Bora-Hansgrohe                       | 30                                   |
| 3e                                   | Caleb Ewan                           | Australie                            | Lotto-Soudal                         | 20                                   |
| 4e                                   | Giacomo Nizzolo                      | Italie                               | Dimension Data                       | 18                                   |
| 5e                                   | Sonny Colbrelli                      | Italie                               | Bahrain-Merida                       | 16                                   |
| 6e                                   | Michael Matthews                     | Australie                            | Sunweb                               | 14                                   |
| 7e                                   | Matteo Trentin                       | Italie                               | Mitchelton-Scott                     | 12                                   |
| 8e                                   | Oliver Naesen                        | Belgique                             | AG2R La Mondiale                     | 10                                   |
| 9e                                   | Elia Viviani                         | Italie                               | Deceuninck-Quick Step                | 8                                    |
| 10e                                  | Jasper Stuyven                       | Belgique                             | Trek-Segafredo                       | 7                                    |
| 11e                                  | Greg Van Avermaet                    | Belgique                             | CCC                                  | 6                                    |
| 12e                                  | Alberto Bettiol                      | Italie                               | EF Education First                   | 5                                    |
| 13e                                  | Andrea Pasqualon                     | Italie                               | Wanty-Gobert                         | 4                                    |
| 14e                                  | Alexander Kristoff                   | Norvège                              | UAE Emirates                         | 3                                    |
| 15e                                  | Amund Grøndahl Jansen                | Norvège                              | Jumbo-Visma                          | 2                                    |
| modifier                             |                                      |                                      |                                      |                                      |

|   | \| \| Coureur \| Pays \| Équipe \| Bonifications \| \| - \| -------------- \| --------- \| -------------- \| ------------- \| \| 1 \| Mike Teunissen \| Pays-Bas \| Jumbo-Visma \| 10 s \| \| 2 \| Peter Sagan \| Slovaquie \| Bora-Hansgrohe \| 6 s \| \| 3 \| Caleb Ewan \| Australie \| Lotto-Soudal \| 4 s \| |           |                |               |
|   | Coureur | Pays      | Équipe         | Bonifications |
| 1 | Mike Teunissen | Pays-Bas  | Jumbo-Visma    | 10 s          |
| 2 | Peter Sagan | Slovaquie | Bora-Hansgrohe | 6 s           |
| 3 | Caleb Ewan | Australie | Lotto-Soudal   | 4 s           |

### Cols et côtes
| Mur de Grammont (km 43,5) 3e catégorie (1,2km à 7,8%) | Mur de Grammont (km 43,5) 3e catégorie (1,2km à 7,8%) | Mur de Grammont (km 43,5) 3e catégorie (1,2km à 7,8%) | Mur de Grammont (km 43,5) 3e catégorie (1,2km à 7,8%) | Mur de Grammont (km 43,5) 3e catégorie (1,2km à 7,8%) |
| ----------------------------------------------------- | ----------------------------------------------------- | ----------------------------------------------------- | ----------------------------------------------------- | ----------------------------------------------------- |
|                                                       | Coureur                                               | Pays                                                  | Équipe                                                | Point(s)                                              |
| 1er                                                   | Greg Van Avermaet                                     | Belgique                                              | CCC                                                   | 2                                                     |
| 2e                                                    | Xandro Meurisse                                       | Belgique                                              | Wanty-Gobert                                          | 1                                                     |
| modifier                                              |                                                       |                                                       |                                                       |                                                       |

| Bosberg (km 47,5) 4e catégorie (1,0km à 6,7%) | Bosberg (km 47,5) 4e catégorie (1,0km à 6,7%) | Bosberg (km 47,5) 4e catégorie (1,0km à 6,7%) | Bosberg (km 47,5) 4e catégorie (1,0km à 6,7%) | Bosberg (km 47,5) 4e catégorie (1,0km à 6,7%) |
| --------------------------------------------- | --------------------------------------------- | --------------------------------------------- | --------------------------------------------- | --------------------------------------------- |
|                                               | Coureur                                       | Pays                                          | Équipe                                        | Point(s)                                      |
| 1er                                           | Xandro Meurisse                               | Belgique                                      | Wanty-Gobert                                  | 1                                             |
| modifier                                      |                                               |                                               |                                               |                                               |

### Prix de la combativité
- Stéphane Rossetto (Cofidis)

## Classements à l'issue de l'étape

### Classement général
| \| Classement général \| Classement général \| Classement général \| Classement général \| Classement général \| \| Coureur \| Coureur \| Pays \| Équipe \| Temps \| \| ------------------ \| ------------------ \| ------------------ \| --------------------- \| ------------------ \| \| 1er \| Mike Teunissen \| Pays-Bas \| Team Jumbo-Visma \| 4 h 22 min 37 s \| \| 2e \| Peter Sagan \| Slovaquie \| Bora-Hansgrohe \| + 4 s \| \| 3e \| Caleb Ewan \| Australie \| Lotto-Soudal \| + 6 s \| \| 4e \| Giacomo Nizzolo \| Italie \| Dimension Data \| + 10 s \| \| 5e \| Sonny Colbrelli \| Italie \| Bahrain-Merida \| + 10 s \| \| 6e \| Michael Matthews \| Australie \| Team Sunweb \| + 10 s \| \| 7e \| Matteo Trentin \| Italie \| Mitchelton-Scott \| + 10 s \| \| 8e \| Oliver Naesen \| Belgique \| AG2R La Mondiale \| + 10 s \| \| 9e \| Elia Viviani \| Italie \| Deceuninck-Quick Step \| + 10 s \| \| 10e \| Jasper Stuyven \| Belgique \| Trek-Segafredo \| + 10 s \| |                  |           |                       |                 |
| |                  |           |                       |                 |
| Source : ProCyclingStats |                  |           |                       |                 |
| Classement général |                  |           |                       |                 |
| Coureur | Coureur          | Pays      | Équipe                | Temps           |
| 1er | Mike Teunissen   | Pays-Bas  | Team Jumbo-Visma      | 4 h 22 min 37 s |
| 2e | Peter Sagan      | Slovaquie | Bora-Hansgrohe        | + 4 s           |
| 3e | Caleb Ewan       | Australie | Lotto-Soudal          | + 6 s           |
| 4e | Giacomo Nizzolo  | Italie    | Dimension Data        | + 10 s          |
| 5e | Sonny Colbrelli  | Italie    | Bahrain-Merida        | + 10 s          |
| 6e | Michael Matthews | Australie | Team Sunweb           | + 10 s          |
| 7e | Matteo Trentin   | Italie    | Mitchelton-Scott      | + 10 s          |
| 8e | Oliver Naesen    | Belgique  | AG2R La Mondiale      | + 10 s          |
| 9e | Elia Viviani     | Italie    | Deceuninck-Quick Step | + 10 s          |
| 10e | Jasper Stuyven   | Belgique  | Trek-Segafredo        | + 10 s          |

### Classement par points
| Classement par points | Classement par points | Classement par points | Classement par points | Classement par points |
| --------------------- | --------------------- | --------------------- | --------------------- | --------------------- |
|                       | Coureur               | Pays                  | Équipe                | Point(s)              |
| 1er                   | Mike Teunissen        | Pays-Bas              | Jumbo-Visma           | 50 points             |
| 2e                    | Peter Sagan           | Slovaquie             | Bora-Hansgrohe        | 50 pts                |
| 3e                    | Sonny Colbrelli       | Italie                | Bahrain-Merida        | 33 pts                |
| 4e                    | Michael Matthews      | Australie             | Sunweb                | 27 pts                |
| 5e                    | Matteo Trentin        | Italie                | Mitchelton-Scott      | 23 pts                |
| 6e                    | Greg Van Avermaet     | Belgique              | CCC                   | 21 pts                |
| 7e                    | Caleb Ewan            | Australie             | Lotto Soudal          | 20 pts                |
| 8e                    | Giacomo Nizzolo       | Italie                | Dimension Data        | 18 pts                |
| 9e                    | Oliver Naesen         | Belgique              | AG2R La Mondiale      | 10 pts                |
| 10e                   | Lukas Pöstlberger     | Autriche              | Bora-Hansgrohe        | 10 pts                |
| modifier              |                       |                       |                       |                       |

### Classement du meilleur jeune
| Classement général du meilleur jeune | Classement général du meilleur jeune | Classement général du meilleur jeune | Classement général du meilleur jeune | Classement général du meilleur jeune |
|                                      | Coureur                              | Pays                                 | Équipe                               | Temps                                |
| ------------------------------------ | ------------------------------------ | ------------------------------------ | ------------------------------------ | ------------------------------------ |
| 1er                                  | Caleb Ewan                           | Australie                            | Lotto Soudal                         | en 4 h 22 min 43 s                   |
| 2e                                   | Amund Grøndahl Jansen                | Norvège                              | Jumbo-Visma                          | + 4 s                                |
| 3e                                   | Wout van Aert                        | Belgique                             | Jumbo-Visma                          | + 4 s                                |
| 4e                                   | Kasper Asgreen                       | Danemark                             | Deceuninck-Quick Step                | + 4 s                                |
| 5e                                   | Cees Bol                             | Pays-Bas                             | Sunweb                               | + 4 s                                |
| 6e                                   | Iván García                          | Espagne                              | Bahrain-Merida                       | + 4 s                                |
| 7e                                   | Jasper Philipsen                     | Belgique                             | UAE Emirates                         | + 4 s                                |
| 8e                                   | Enric Mas                            | Espagne                              | Deceuninck-Quick Step                | + 4 s                                |
| 9e                                   | Tiesj Benoot                         | Belgique                             | Lotto Soudal                         | + 4 s                                |
| 10e                                  | Nils Politt                          | Allemagne                            | Katusha-Alpecin                      | + 4 s                                |
| modifier                             |                                      |                                      |                                      |                                      |

### Classement du meilleur grimpeur
| Classement du meilleur grimpeur | Classement du meilleur grimpeur | Classement du meilleur grimpeur | Classement du meilleur grimpeur | Classement du meilleur grimpeur |
| ------------------------------- | ------------------------------- | ------------------------------- | ------------------------------- | ------------------------------- |
|                                 | Coureur                         | Pays                            | Équipe                          | Point(s)                        |
| 1er                             | Greg Van Avermaet               | Belgique                        | CCC                             | 2 points                        |
| 2e                              | Xandro Meurisse                 | Belgique                        | Wanty-Gobert                    | 2 pts                           |
| modifier                        |                                 |                                 |                                 |                                 |

### Classement par équipes
| Classement par équipes | Classement par équipes | Classement par équipes | Classement par équipes |
| Équipe                 | Équipe                 | Pays                   | Temps                  |
| ---------------------- | ---------------------- | ---------------------- | ---------------------- |
| 1re                    | Team Jumbo-Visma       | Pays-Bas               | 13 h 08 min 21 s       |
| 2e                     | Wanty-Groupe Gobert    | Belgique               | + 0 s                  |
| 3e                     | Deceuninck-Quick Step  | Belgique               | + 0 s                  |
| 4e                     | EF Education First     | États-Unis             | + 0 s                  |
| 5e                     | Bahrain-Merida         | Bahreïn                | + 0 s                  |
| 6e                     | Mitchelton-Scott       | Australie              | + 0 s                  |
| 7e                     | Lotto Soudal           | Belgique               | + 0 s                  |
| 8e                     | Bora-hansgrohe         | Allemagne              | + 0 s                  |
| 9e                     | Team Sunweb            | Allemagne              | + 0 s                  |
| 10e                    | Dimension Data         | Afrique du Sud         | + 0 s                  |